# Roriz (Barcelos)
Roriz é uma povoação portuguesa sede da Freguesia de Roriz do Município de Barcelos, freguesia com 6,53 km² de área e 2021 habitantes (censo de 2021), tendo, por isso, uma densidade populacional de 309,5 hab./km².

## Demografia
Nota: Nos censos de 1864, 1878, 1911, 1920 e 1930 tinha a freguesia de Quiraz anexada.
A população registada nos censos foi:
| Distribuição da População por Grupos Etários | Distribuição da População por Grupos Etários | Distribuição da População por Grupos Etários | Distribuição da População por Grupos Etários | Distribuição da População por Grupos Etários |
| -------------------------------------------- | -------------------------------------------- | -------------------------------------------- | -------------------------------------------- | -------------------------------------------- |
| Ano                                          | 0-14 Anos                                    | 15-24 Anos                                   | 25-64 Anos                                   | > 65 Anos                                    |
| 2001                                         | 498                                          | 343                                          | 1064                                         | 247                                          |
| 2011                                         | 437                                          | 271                                          | 1165                                         | 279                                          |
| 2021                                         | 235                                          | 307                                          | 1088                                         | 391                                          |

## História
A etimologia de "Roriz", segundo o etnógrafo António Gomes Pereira, atribui-se ao genitivo Rodorici, do nome próprio gótico Rodoricus.

### Século XI
Roriz é referenciado no Censual de entre Lima e Ave, organizado pelo bispo D. Pedro entre 1085 e 1091, no qual se denomina "De Sancto Micahel de Rooriz".

### Século XIII
Nas inquirições gerais de 1220, elaboradas a mando de D. Afonso II, surge com a denominação de "De Sancto Michaele de Rooriz", pertencendo então à terra de Prado. Estas referem:
"quod dominus Rex habet ibi quodam Regalengum; in hereditate de Pousada de Nuno Petri et de Gunsalvo Petri est pausa de Mayordomo, et includunt ibi ganatum, et dant inde spatulam et cabrito; quod Rex non est inde patronus; quod ista ecclesia habet ibi senarias et 1 casale, Templum 1 casale. Et Manente 16 casalia, Varzea 2 casalia, Cervaes 2 casalia, Sancta Maria de Gallecos 4 casalia et medium."
Já nas inquirições de 1258, sob reinado de D. Afonso III, Roriz é referenciado como "Sancti Michaelis de Rooriz", referindo-se ainda:
"In Judicato de Prado, item, in parrochia Sancti Michaelis de Rooriz: que vila Oxi est presso de ganado et pousa de Mayordomo, et da spadoa et 2 cabritos.
Et dixit que ouviu dizer de Pousada que, ante que a don Godino a gaasse et Suerio Petri d'Azevedo y criassen, soya y a entrar Mayordomo; et ora non intra y.
Item, ouviu dizer que desta ecclesia faziam servizo ao Ricomem; que da quintana de Barrio da cum sua germaydade 1 soldo de fossadeira al Rey."

### Século XVIII
Nas Memórias Paroquiais de 1758, refere-se que a freguesia pertencia à então comarca de Braga e ao termo da Vila de Prado. É feita uma breve menção à prática agrícola na freguesia:
"Os frutos que colhem os moradores em maior abundância é vinho que é bom, a que chamam do Vale de Tamel, muito milho alvo, milhão, painço e feijões e centeio."
No aspeto demográfico, refere-se:
"Tem esta freguesia fogos cento e trinta e quatro, e pessoas de comunhão quatrocentos e dez, casados oitenta e dois, viúvos e viúvas trinta e nove, solteiros e solteiras cento e seis, ausentes cinquenta e seis e menores cinquenta e um."
Nesta data, a freguesia contava com dezoito lugares: Granja, Matos, Casal do Ouro, Madorra, Vilar, Real de Corvos, Bairro, Gião, Leiroinha, Pousada, Ventoso, Viloge, Contriz, Arrabalde, Outeiro, Rebordelo, Pateirão e Assento.

### Século XIX
Em 1841, a extinta freguesia de Quiraz foi anexa à freguesia de Roriz, passando desde então a lugar com o mesmo nome.

## Associações
- Associação Cultural e Recreativa de Roriz (www.acrroriz.com)
  - Fora de Cena (Grupo de Teatro);
  - Equipas de Ciclismo, BTT e Downhill;
- Futebol Clube de Roriz
- Centro Zulmira Pereira Simões
- Grupo de Música Popular de Roriz

## Festividades
- Festa em Honra de N. Senhora das Dores e N. Senhora do Rosário (Maio)
- Festa em Honra de S. Miguel (Setembro)

## Eventos

### Musicais
- Souto Rock

### Desportivos
- Raid do Facho - Maratona BTT
- Prémio de Ciclismo de Roriz
- Prémio de Atletismo de Roriz
- XCO Citânia do Facho
- BTT Noturno